# Оиси, Матасити
Матасити Оиси (яп. 大石 又七 О:иси Матасити, 23 января 1934, Йосида — 7 марта 2021, Миура) — японский антивоенный и антиатомный общественный деятель, писатель, жертва радиоактивного облучения в результате испытания 1 марта 1954 года на атолле Бикини в составе экипажа рыболовецкой шхуны Фукурю-мару. Как и остальные члены экипажа, он страдал от острой лучевой болезни, провёл несколько месяцев в больнице. После больницы он переехал в Токио и открыл прачечную, в которой проработал пятьдесят лет. Его первый ребёнок родился мёртвым, а у него самого впоследстии развился рак печени.
Позже Оиси написал несколько книг и стал сторонником ядерного разоружения. Он выступал за установку мемориальной доски «радиоактивному тунцу» на рыбном рынке Цукидзи в память об уничтожении в этом месте улова Фукурю-мару, и в 1999 году её установили. В 2010 году он посетил международную конференцию в Нью-Йорке по предотвращению распространения ядерного оружия. В 2015 году он присутствовал на панихиде на Маршалловых островах по жертвам ядерных испытаний на атолле Бикини. Он также был против использования атомных электростанций и присутствовал на акции протеста после аварии на АЭС Фукусима-1 в 2011 году.

## Биография и инцидент с Фукурю-Мару
Оиси пережил Вторую мировую войну и послевоенную американскую оккупацию Японии. Его отец умер вскоре после войны, и Оиси пришлось бросить школу и найти работу в 14 лет, чтобы содержать семью. Сначала он нашел работу рыбаком на судне для лова сардин, но позже устроился работать на шхуну Фукурю-мару для ловли тунца. Во время первого же рейса Оиси стал свидетелем ядерного испытания Касл Браво 1 марта 1954 года. Он вспоминал, как увидел яркий свет. Солнце закрылось грибовидным облаком, и на борт корабля начал падать белый радиоактивный пепел. Когда рыбаки вернулись домой, у них проявились симптомы того, что позже будет названо острой лучевой болезнью. Счетчики Гейгера показали, что шхуна стала сильно радиоактивной. Оиси был доставлен на правительственном самолете в Токио, где он остался в больнице вместе с другими рыбаками. Примерно через шесть месяцев после пребывания в больнице товарищ Оиси по команде и жертва радиоактивных осадков Айкити Кубояма умер от вторичной инфекции после острого радиационного облучения. Соединенные Штаты согласились выплатить японскому правительству 2 миллиона долларов ex gratia (из добрых побуждений) для урегулирования инцидента, но отказались признать за собой какую-либо вину.

## Общественная деятельность
Общественные настроения против ядерных испытаний выросли в Японии после испытания Касл Браво и облучения экипажа Фукурю-мару 5. Оиси и другие выжившие были выписаны из больницы в 1955 году. Многие из них продолжали болеть, но правительство не признало связи между их болезнью и воздействием радиоактивных осадков. По словам Ника Маклеллана, Оиси участвовал в некоторых из первых протестов против ядерных испытаний в 1955 году, но в автобиографии Оиси эта ранняя активность не упоминается. Он переехал в Токио и нашел работу в прачечной, надеясь обрести анонимность в большом городе и избежать дискриминации, с которыми сталкиваются многие хибакуся. В 1992 году Оиси узнал, что у него гепатит C, сильно увеличенная селезенка и рак печени. Хотя правительство не признало никакой связи между его проблемами со здоровьем и радиационным облучением, Оиси считал, что причиной его болезни стала бомба. Его первый ребенок родился мертворожденным и деформированным. Оиси считал, что воздействие радиации стало причиной и этой трагедии тоже. В середине 1990-х Оиси начал публично рассказывать в школах и на других мероприятиях о своем опыте. Он строил модели Фукурю-мару, чтобы донести свою историю для слушателей.

## Борьба за страховку для моряков
В 1995 году Оиси узнал, что многие из его бывших товарищей по кораблю также страдали гепатитом C. Скорее всего, они заразились этой болезнью в результате переливания крови, полученного в государственной больнице, где они наблюдались после заражения в 1954 году. Оиси подал ряд коллективных судебных исков от членов экипажа, чтобы заставить страховые компании покрывать последствия гепатита C. В январе 1999 года губернатор префектуры Сидзуока постановил, что страховка моряков не должна покрывать пагубные последствия инфекции. Оиси настаивал на этом, и в конце концов он и другие выжившие добились слушания в Министерстве здравоохранения. 4 августа 2000 года министерство постановило, что страхование моряков должно покрывать лечение от гепатита C, и что в свидетельствах о смерти тех членов экипажа Фукурю-мару, которые скончались от этой болезни, причина смерти должна быть указана как «связанная с заражением» — важное признание со стороны правительства, что именно ядерное испытание привело к их гибели.

## Книги
- 大石又七著、工藤敏樹編『死の灰を背負って : 私の人生を変えた第五福竜丸』, (Несущий пепел смерти: Фукуи-мару № 5, изменившая мою жизнь) (1991, Синтёся)
- 大石又七お話、川崎昭一郎監修『第五福竜丸とともに: 被爆者から21世紀の君たちへ, (Фукурю-мару: От выживших после атомной бомбардировки к вам, жителям 21-го века) (2001)
- 『ビキニ事件の真実 : いのちの岐路で, (Правда об испытании на атолле Бикини: на перекрестке жизни; 2003, Misuzu Shobo)
- 『これだけは伝えておきたいビキニ事件の表と裏 : 第五福竜丸・乗組員が語る』, (Я просто хочу рассказать вам о видимой и невидимой сторонах испытания на атолле Бикини: Фукурю-мару и рассказ экипажа; 2007, Комарова)
- 『矛盾 : ビ キ ニ 事 件 、 平 和 運 動 の 原 点 』 武 蔵 野 書 房, Букв: Противоречие: испытание на атоле Бикини, происхождение движения за мир (2011)
- День, когда солнце взошло на Западе (2011, перевод Ричарда Х. Майнира, University of Hawaii Press)